# György Ede (iskolaigazgató)
Aknaszlatinai György Ede, születési és 1903-ig használt nevén Gschwandtner Ede (Aknaszlatina, 1874. június 15. – Balatonfüred, 1955. február 2.) okleveles gépészmérnök, tanár, tanügyi főtanácsos, a győri Magyar Királyi Állami Fa- és Fémipari Szakiskola igazgatója 1927 és 1937 között.

## Életpályája
A Máramaros vármegyei Aknaszlatinán született értelmiségi bányászcsaládban. Szülei Gschwandtner Albert (1837–1903), az aknaszlatinai sóbányák főtanácsosa, a pénzügyminisztérium bányászati ügyosztályának miniszteri titkára és Munkácsy Berta (1844–1906) voltak.
A Máramarosszigeti Református Líceumban érettségizett (1892). Felsőfokú tanulmányait a Magyar Királyi József Műegyetemen végezte, ahol 1899-ben szerzett gépészmérnöki diplomát. Pályafutását tanárként kezdte Budapesten, majd Aradon tanított. 1904. január 1-jétől a győri Magyar Királyi Állami Fa- és Fémipari Szakiskola oktatója volt, ahol számtant, valamint leíró gépkezelői tárgyakat tanított. 1927-ben az iskola igazgatójává nevezték ki, mely tisztséget 1937-ig töltötte be. Az oktatás mellett több vizsgabizottságban is tevékenykedett, illetve központi szerepet vállalt különféle ipari és mezőgazdasági tanfolyamok szervezésében és felügyeletében.
1914–1915-ben az első világháború során frontszolgálatot teljesített.
Pedagógusi és oktatásszervezői munkásságát 1936-ban tanügyi főtanácsosi kinevezéssel ismerték el. 1937. július 1-jén vonult nyugalomba.
Számos szervezet aktív tagja volt: elnöke volt a Magyar Haditengerészek Egyesülete győri csoportjának, valamint tagja volt a győri Philantropia szabadkőműves páholynak. Elnöke volt a Magyar Mérnök- és Építész-Egylet győri osztályának, a gőzkazánfűtők és gépkezelők vizsgabizottságának, valamint több regionális ipari mestervizsgáló bizottságnak. Tagja volt Győr szabad királyi város törvényhatósági bizottságának, valamint levelező tagja az Ipar- és Kereskedelmi Kamarának. 1938. február 11-én a Signum Laudis kitüntetésben részesült az iparoktatás terén végzett kiemelkedő munkájáért.
1955. február 2-án Balatonfüreden agyérelmeszedésben halt meg.

### Családja
1903. december 28-án családja a Gschwandtner névből magyarosított György névvel kapott nemesi rangot, aknaszlatinai előnévvel. A család több tagja is a magyar műszaki és bányászati élet jelentős szereplője volt. 1938. január 26-án kötött házasságot Titkos Katalinnal (1903–1975). Nem született gyermekük.